# Mudder Island

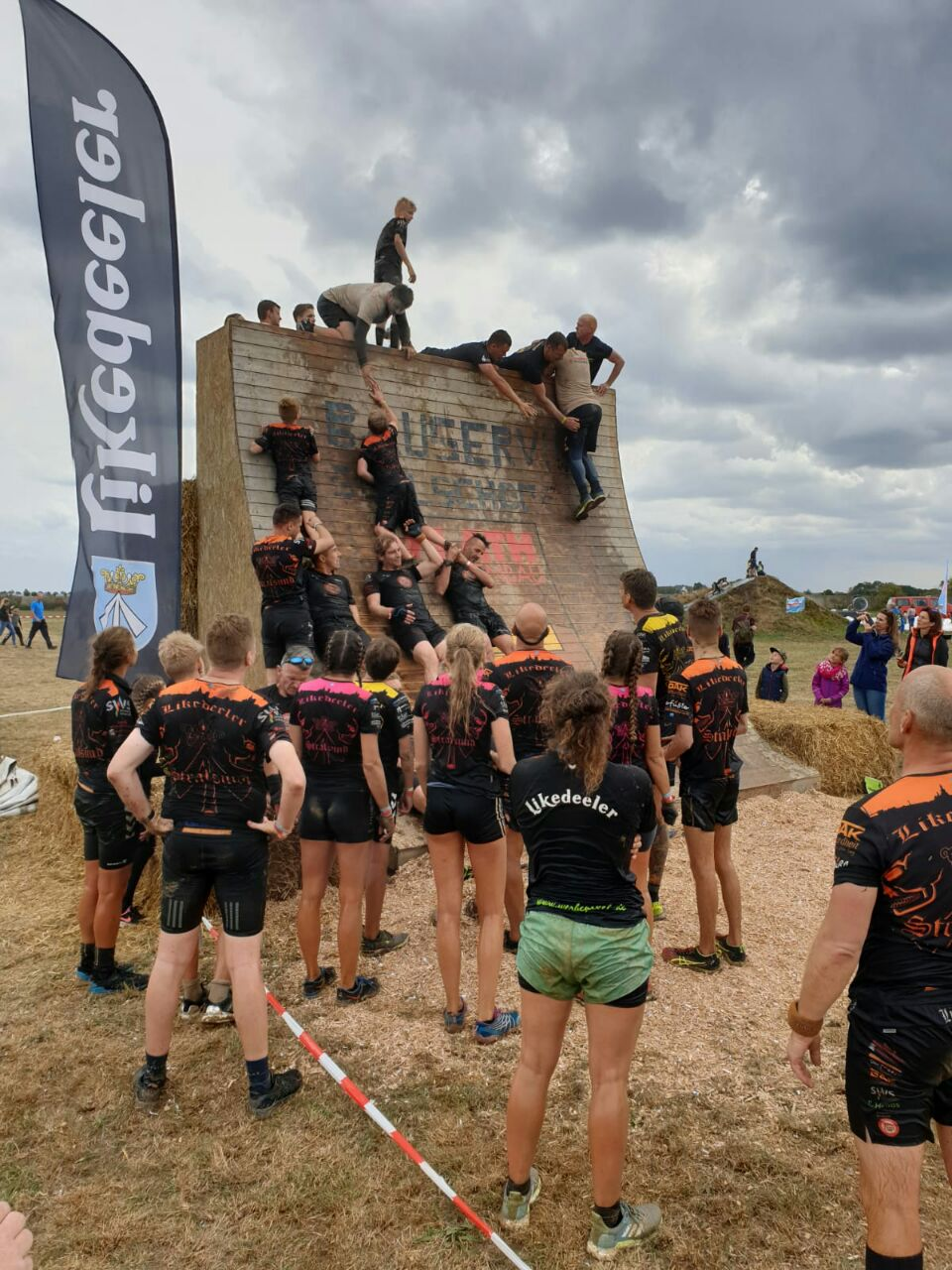
Holzwand-Hindernis bei Mudder Island, 2019

Mudder Island ist ein jährlich stattfindender Gelände-Hindernislauf auf der Insel Poel.

## Parcours
Mudder Island ist ein Hindernislauf über Strandgebiete, Äcker und ein ehemaliges militärisches Übungsgelände. Die Gestaltung orientiert sich an militärischen Übungsstrecken.
Die Teilnehmer haben laut Veranstalter die Wahl zwischen zwei Parcours:
- Einer langen Strecke von 18 – 20 km mit rund 35 Hindernissen.
- Einer kürzeren Strecke von 8 – 10 km mit rund 15 Hindernissen.

Der Name Mudder im Anklang an englisch, mud, und norddeutsch Modder, deutet es an: Auf der Strecke müssen Hindernisse mit reichlich Schlamm überwunden werden, beispielsweise eine Kriechstrecke durch ein Schlammbad unter einem Drahtverhau. Weitere Hindernisse sind unter anderem Wasserrutsche, Kletterwand, Strohballen, Stromfeld, Seilwand und als besondere Herausforderung eine vier Meter hohe gewölbte Holzwand. Sie kann nur von sehr sportlichen Personen im Alleingang überwunden werden. Die anderen sind auf Kooperation im Team und die Hilfe der Sportlichen angewiesen.

## Geschichte
Zur Erstveranstaltung 2017 meldeten sich 347 Personen zur Teilnahme an. 2018 verdoppelte sich die Zahl annähernd auf 689 Personen, und 2019 waren es mit rund 1200 Teilnehmenden wiederum fast doppelt so viele.